# Phonoplay
Phonoplay AG ist ein Schweizer Tonträgerunternehmen. Es wurde 1976 im Luzerner Quartier Würzenbach gegründet und befindet sich seit 2001 in Adligenswil. Zum Unternehmen gehören das Musiklabel Phonoplay International, PMP (Phonoplay MusicProductions) und das Phonoplay-Tonstudio.
Im Rahmen des 40-jährigen Jubiläums von Phonoplay berichtete Joël Gilgen am 10. September 2016 in der SRF 1-Radiosendung Volksmusik aktuell. Er nannte es das „heute wohl grösste und bekannteste Volksmusik-Label der Schweiz“.
Inhaber ist seit 1999 Walter Fölmli (* 1968). Dieser machte nach der Schulausbildung bei Phonoplay eine kaufmännische Ausbildung. Danach bildete er sich zum Tontechniker weiter und erwarb 1999 vom Gründer Josef «Joe» Käslin (* 1933) das Unternehmen.
Das Unternehmen gibt an, dass seit der Gründung „über 1'000“ Tonträgerproduktionen entstanden seien. Im Archiv befänden sich „mehr als 20‘000“ vertonte Titel.

## Interpreten (Auswahl)
- Lea Bischof
- Blaskapelle Lublaska
- Heidi Bruggmann
- Hujässler
- Jerzy Husar
- Jodlerklub Wiesenberg
- Kapelle Alderbuebe
- Kapelle Carlo Brunner
- Barbara Klossner
- Guido Knüsel
- Ländlerkapelle Calanda
- Ländlertrio Wilti-Gruess
- Franz Schmidig